# Ampheraster atactus
Ampheraster atactus är en sjöstjärneart som beskrevs av Fisher 1928. Ampheraster atactus ingår i släktet Ampheraster och familjen Pedicellasteridae. Inga underarter finns listade i Catalogue of Life.